# Mesomyia ismayi
Mesomyia ismayi är en tvåvingeart som beskrevs av Chainey 1989. Mesomyia ismayi ingår i släktet Mesomyia och familjen bromsar. Inga underarter finns listade i Catalogue of Life.